# Крещатенский сельский совет
Крещатенский сельский совет (укр. Хрещатенська сільська рада) — административно-территориальная единица и орган местного самоуправления в Козелецком районе Черниговской области. Административный центр — село Крещатое.

## Общие сведения
- Население сельсовета: 1 396 чел. (по состоянию на 2001 год)

## Населённые пункты
| Русский  | Украинский   | Статус | Площадь   | Население        | Плотность       |
| -------- | ------------ | ------ | --------- | ---------------- | --------------- |
| Крещатое | укр. Хрещате | село   | 4,157 км² | 1191 чел. (2001) | 286,5 чел./км²  |
| Гальчин  | укр. Гальчин | село   | 1,177 км² | 205 чел. (2001)  | 174,17 чел./км² |

## Состав совета
Совет состоит из 16 депутатов и главы.
- Председатель совета — Наталья Васильевна Бокач

### Руководящий состав предыдущих созывов
| ФИО                      | Основные сведения                                                                             | Дата избрания        | Дата прекращения полномочий |
| ------------------------ | --------------------------------------------------------------------------------------------- | -------------------- | --------------------------- |
| Василий Васильевич Бойко | Сельский голова, 1951 года рождения, высшее образование, член Коммунистической партии Украины | 26 марта 2006 года   | 31 октября 2010 года        |
| Василий Васильевич Бойко | Сельский голова, 1951 года рождения, высшее образование, член Партии регионов                 | 31 октября 2010 года | 28 марта 2014 года          |
| Наталья Васильевна Бокач | Сельский голова, 1972 года рождения, среднее специальное образование, беспартийная            | 26 ноября 2014 года  |                             |

### Депутаты
По результатам местных выборов 2020 года депутатами Рады стали:
| Субъект выдвижения                    | Количество избранных депутатов | %  |
| ------------------------------------- | ------------------------------ | -- |
| Политическая партия «Партия регионов» | 8                              | 50 |
| Самовыдвижение                        | 8                              | 50 |

| № округу        | Прізвище, ім'я, по батькові  | Дата визнання обраним | Освіта              | Відомості про обраного депутата                                   |
| --------------- | ---------------------------- | --------------------- | ------------------- | ----------------------------------------------------------------- |
| Партия регионов |                              |                       |                     |                                                                   |
| 4               | Наталья Васильевна Бокач     | 1 ноября 2010 года    | Среднее специальное | Хрещатинский сельский совет, секретарь                            |
| 6               | Валентина Михайловна Диденко | 1 ноября 2010 года    | Среднее специальное | Крещатинский фельшерско-акушерский пункт, заведующая              |
| 7               | Сергей Иванович Рубан        | 1 ноября 2010 года    | Среднее специальное | ОАО «Укртелеком», электромонтёр                                   |
| 10              | Валентина Васильевна Кубрак  | 1 ноября 2010 года    | Среднее специальное | Хрещатинский сельский совет, бухгалтер                            |
| 12              | Наталья Ивановна Кобища      | 1 ноября 2010 года    | Среднее специальное | Крещатинский, магазин, продавец                                   |
| 13              | Алёна Борисовна Котляр       | 1 ноября 2010 года    | Среднее специальное | Отделение почтовой связи, начальник                               |
| 15              | Иван Петрович Гришенко       | 1 ноября 2010 года    | Среднее специальное | Пенсионер                                                         |
| 16              | Валентина Васильевна Близнюк | 1 ноября 2010 года    | Среднее специальное | Частный предприниматель                                           |
| Самовыдвижение  |                              |                       |                     |                                                                   |
| 1               | Владимир Иванович Лимар      | 1 ноября 2010 года    | Среднее специальное | Временно не работает                                              |
| 2               | Николай Петрович Яковец      | 1 ноября 2010 года    | Среднее специальное | Хрещатинский сельский совет, кассир                               |
| 3               | Раиса Николаевна Янко        | 1 ноября 2010 года    | Высшее              | Крещатикская общеобразовательная школа, учитель украинского языка |
| 5               | Бойко Катерина Петрівна      | 1 ноября 2010 года    | Высшее              | Хрещатинська загальноосвітня школа, зав. директора                |
| 8               | Фёдор Борисович Бойко        | 1 ноября 2010 года    | Среднее специальное | Крещатикская общеобразовательная школа, заведующий директора      |
| 9               | Александр Николаевич Бокач   | 1 ноября 2010 года    | Высшее              | Хрещатинский сельский совет, землеустроитель                      |
| 11              | Владимир Иванович Мариненко  | 1 ноября 2010 года    | Среднее специальное | ООО СПК «Дружба», заведующий мастерской                           |
| 14              | Анушеван Ервандович Геворкян | 1 ноября 2010 года    | Среднее             | ООО СПК «Дружба», плотник                                         |